# AarhusKarlshamn
AAK AB (tidligere AarhusKarlshamn AB) er en svensk multinational producent af vegetabilske olier. Produkterne anvendes i fødevarer, kemi, lægemidler, kosmetik og foder. Hovedkontoret ligger i Malmö og de har produktionsanlæg over hele verden. I Sverige har de et produktionsanlæg i Karlshamn og i Danmark har de et produktionsanlæg i Aarhus. AAK havde i 2021 en omsætning på 35,4 mia. svenske kroner.
AarhusKarlshamn blev etableret ved en fusion i 2005 mellem Aarhus United og Karlshamns AB. 25. juni 2014 skiftede selskabet navn til AAK AB.

## AarhusKarlshamn Denmark A/S
AarhusKarlshamn Denmark A/S er den danske del af koncernen AarhusKarlshamn AB (AAK). De har ca. 200 ansatte i Aarhus.
Aarhus Palmekærnefabrik blev etableret i 1871 og skiftede allerede i 1892 navn til "Aarhus Oliefabrik". Fabrikken producerede oprindeligt oliekager af pressede palmekerner til landbruget, men i takt med margarineindustriens opkomst blev netop margarine hurtigt det primære forretningsområde. I midten af 1930'erne stod Aarhus Olie for op mod en tiendedel af Danmarks industrieksport. Siden blev man hovedaktionær i verdens største palmeolieproducent, United Plantations i Malaysia, og var således til stede på mere end 60 markeder. Aarhus Olie leverede nu også kemisk-tekniske produkter til kosmetik- og medicinalvareindustrien. I 2003 ændredes navnet til Aarhus United, og i 2005 til AarhusKarlshamn AB som følge af en fusion med svenske BNS Industrier AB.

### Fabrikkens historie
Oliefabrikken blev stiftet den 14. september 1871 af en række firmaer og købmænd med tre mænd i spidsen, heriblandt Hans Broge. Fabrikken blev stiftet under navnet Palmekærnefabrikken, og den lå på en grund syd for baneterrænet. Fabrikken havde til mål og producere palmekærne-foderkager til landbruget. Lidt senere fandt man ud af, at palmekærne-foderkagerne havde et biprodukt, nemlig vegetabilsk olie. I 1872 tog fabrikken et nybygget anlæg ved Marselisborg i brug. Det nye anlæg havde til mål at producere oliekager til landbruget ved udpresning af olien fra palmekærnerne.
Aarhus Oliefabrik har været igennem svære perioder. I årene 1910-1918 var Aarhus Oliefabrik på udenlandske hænder, idet en engelsk industrimand have aktiemajoriteten. Da man i år 1918 begyndte at sælge disse aktier, stod Østasiatisk Kompagni, som havde Dansk Sojakagefabrik i København, klar til at købe aktiemajoriteten hos sin århusianske konkurrent. Det lykkes dog direktøren for Aarhus Oliefabrik, Martin Frederik Lausen, at rejse den nødvendige kapital inden for halvanden døgn og dermed købte aktierne tilbage.
Under både første verdenskrig (1914-1918) og anden verdenskrig (1939-1945) dalede råstofforsyningerne, og Aarhus Oliefabrik blev derfor holdt kørende med erstatningsprodukter. Under den tyske besættelse i 1940-1945 indtog daværende direktøren for Aarhus Oliefabrik, Thorkild Juncker, en tyskvenlig holdning. Da fabrikkens havneanlæg blev bombet af de allieredes luftvåben, blev det af mange set som en straf, men historieforskningen påviste senere, at bombardementet var en af krigenes tilfældigheder. Havneanlægget blev efter 1945 moderniseret og udvidet flere gange, hvorimod anlægget i Jægergårdsgade blev lukket i 1961. Aarhus Oliefabriks udvikling er fortsat hen imod større og mere raffinerede produkter, og firmaet har formået at fastholde sin stilling internationalt. I 2003 blev selskabet og dets filialer reorganiseret som Århus United A/S, i 2005 slog de sig sammen med den svenske gigant i samme branche, Karlshamn AB. Den nye koncern, som hedder AarhusKarlshamns AB, og har forkortelsen AAK, har hovedkvarter i Malmø. Virksomheden fabrikerer nu alle slags spiseolier, fedtstoffer til margarineindustrien, chokolade, biskuits, karameller og meget andet.